# Іовчук Михайло Трифонович
Михайло Трифонович Іовчук (нар. 19 листопада 1908, село Завужов'є Гродненської губернії, тепер Кобринського району Брестської області, Білорусь — 9 січня 1990, місто Москва) — радянський діяч, філософ, ректор Академії суспільних наук при ЦК КПРС, секретар ЦК КП(б) Білорусії з пропаганди і агітації. Член Бюро ЦК КП(б) Білорусії в 1947—1949 роках. Кандидат у члени ЦК КПРС у 1971—1981 роках. Депутат Верховної Ради СРСР 2-го скликання. Доктор філософських наук (1946), професор (1939). Член-кореспондент Академії наук СРСР по відділенню історії і філософії (історія філософії) (з 4.12.1946). Іноземний член Болгарської Академії наук (1972).

## Життєпис
Народився в селянській родині.
Член ВКП(б) з 1926 року.
У 1926—1931 роках — студент філософського відділення Академії комуністичного виховання імені Крупської. У 1931—1933 роках — аспірант Комуністичного університету викладачів суспільних наук.
У 1933—1936 роках — заступник начальника, начальник політичного відділу радгоспу в Білоруській РСР.
У 1936—1938 роках — на редакторській роботі у Видавництві соціально-економічної літератури («Соцэкгиз») у Москві.
Одночасно у 1936—1939 роках — завідувач кафедрами діалектичного матеріалізму і марксизму-ленінізму Московського хіміко-технологічного інституту імені Д. І. Менделєєва і Московської сільськогосподарської академії імені К. І. Тімірязєва.
У вересні — листопаді 1939 року — заступник завідувача відділу друку і пропаганди Виконавчого комітету Комінтерну. У листопаді 1939 — вересні 1941 року — завідувач відділу пропаганди Виконавчого комітету Комінтерну.
У 1941—1944 роках — в Управлінні пропаганди і агітації ЦК ВКП(б). У травні — червні 1944 року — відповідальний редактор журналу «Под знаменем марксизма». У травні 1944 — лютому 1947 року — заступник начальника Управління пропаганди і агітації ЦК ВКП(б).
Одночасно з 1943 по 1947 рік завідував кафедрою історії російської філософії на філософському факультеті Московського державного університету імені Ломоносова.
7 березня 1947 — 15 лютого 1949 року — секретар ЦК КП(б) Білорусії з пропаганди і агітації. Одночасно завідував кафедрою філософії у Білоруському державному університеті.
У 1949—1953 роках — завідувач кафедри діалектичного та історичного матеріалізму Уральського державного університету в місті Свердловську. З 1953 року — професор кафедри історії марксистсько-ленінської філософії філософського факультету Московського державного університету імені Ломоносова. У 1957—1963 роках — завідувач кафедри історії марксистсько-ленінської філософії на філософському факультеті Московського державного університету імені Ломоносова.
У 1957—1970 роках — завідувач сектора Інституту філософії Академії наук СРСР та головний редактор журналу «Філософські науки». З 1966 року — голова Наукової ради Академії наук СРСР з історії суспільної думки.
У жовтні 1970 — березні 1978 року — ректор Академії суспільних наук при ЦК КПРС.
З березня 1978 року — консультант Інституту марксизму-ленінізму при ЦК КПРС. Працював в Інституті філософії АН СРСР.
Помер 9 січня 1990 року. Похований в Москві на Введенському цвинтарі.

## Основні праці
- Бєлінський. Його філософські та соціально-політичні погляди. Москва, 1939.
- Розвиток матеріалістичної філософії в Росії в XVIII-XIX століттях. Москва, 1940.
- Васецкий Г., Іовчук М. Нариси з історії російського матеріалізму XVIII-XIX ст. Москва, 1942.
- Філософські та соціологічні погляди Н. П. Огарьова. Москва, 1957.
- Історія філософії як наука, її предмет, метод і значення. Москва, 1960.
- Г. В. Плеханов і його праці з історії філософії. Москва, 1960.
- Короткий нарис історії філософії. Москва, 1960 (разом з Т. І. Ойзерманом та І. Я. Щипановим).
- З історії марксистсько-ленінської філософії після Другої світової війни. Москва, 1961 (редактор).
- Проти сучасної буржуазної філософії. Москва, 1963 (редактор).
- Марксистсько-ленінська філософія і соціологія в СРСР і європейських соціалістичних країнах. Москва, 1965 (редактор).
- Ленінізм, філософські традиції і сучасність. Москва, 1970.
- Ленінізм і сучасні проблеми історико-філософської науки. Москва, 1970 (редактор).
- Теоретична спадщина В. І. Леніна і сучасна філософська наука. Москва, 1974 (редактор).
- Іовчук М., Курбатова І. Плеханов. Москва, 1977.

## Нагороди і звання
- орден Леніна (30.12.1948)
- орден Жовтневої Революції (1975)
- два ордени Трудового Червоного Прапора (1945; 27.03.1954)
- орден Дружби народів (20.11.1978)
- орден Червоної Зірки (20.04.1944)
- орден «Знак Пошани» (12.12.1968)
- медалі
- лауреат премії імені Г. В. Плеханова (1971).